# BAFTA 2011
A 64.ª cerimônia do British Academy Film Awards, mais conhecida como BAFTA 2012, foi uma transmissão televisiva, produzida pela British Academy of Film and Television Arts (BAFTA), realizada em 13 de fevereiro de 2011, no Royal Opera House, em Londres, para celebrar as melhores contribuições, britânicas e internacionais, para a industria do cinema no ano de 2010. As nomeações foram anunciadas em 18 de janeiro de 2011.
Na cerimônia, The King's Speech angariou o maior número de nomeações com quatorze, das quais venceu sete, incluindo Melhor Filme, Melhor Filme Britânico, Melhor Ator (Colin Firth), Melhor Ator Coadjuvante (Geoffrey Rush), Melhor Atriz Coadjuvante (Helena Bonham Carter) e Melhor Roteiro Original (David Seidler). Natalie Portman foi coroada com o prêmio de Melhor Atriz, por Black Swan, e David Fincher foi coroado com o prêmio de Melhor Diretor, por The Social Network.

## Vencedores e indicados
| Melhor Filme The King's Speech - Black Swan - Inception - The Social Network - True Grit | Melhor Diretor David Fincher – The Social Network - Darren Aronofsky – Black Swan - Danny Boyle – 127 Hours - Tom Hooper – The King's Speech - Christopher Nolan – Inception                                                                                                   |
| Melhor Ator Colin Firth – The King's Speech - Javier Bardem – Biutiful - Jeff Bridges – True Grit - Jesse Eisenberg – The Social Network - James Franco – 127 Hours | Melhor Atriz Natalie Portman – Black Swan - Annette Bening – The Kids Are All Right - Julianne Moore – The Kids Are All Right - Noomi Rapace – Män som hatar kvinnor - Hailee Steinfeld – True Grit                                                                            |
| Melhor Ator Coadjuvante Geoffrey Rush – The King's Speech - Christian Bale – The Fighter - Andrew Garfield – The Social Network - Pete Postlethwaite – The Town (Nomeação póstuma) - Mark Ruffalo – The Kids Are All Right | Melhor Atriz Coadjuvante Helena Bonham Carter – The King's Speech - Amy Adams – The Fighter - Barbara Hershey – Black Swan - Lesley Manville – Another Year - Miranda Richardson – Made in Dagenham                                                                            |
| Melhor Roteiro Original David Seidler – The King's Speech - Mark Heyman, Andrés Heinz e John McLaughlin – Black Swan - Scott Silver, Paul Tamasy e Eric Johnson – The Fighter - Christopher Nolan – Inception - Lisa Cholodenko e Stuart Blumberg – The Kids Are All Right | Melhor Roteiro Adaptado Aaron Sorkin – The Social Network - Danny Boyle e Simon Beaufoy – 127 Hours - Rasmus Heisterberg e Nikolaj Arcel – Män som hatar kvinnor - Michael Arndt – Toy Story 3 - Joel e Ethan Coen – True Grit                                                 |
| Melhor Cinematografia Roger Deakins – True Grit - Anthony Dod Mantle e Enrique Chediak – 127 Hours - Matthew Libatique – Black Swan - Wally Pfister – Inception - Danny Cohen – The King's Speech | Melhor Estreia Britânica Chris Morris – Four Lions - Clio Barnard e Tracy O'Riordan – The Arbor - Banksy e Jaimie D'Cruz – Exit Through the Gift Shop - Gareth Edwards – Monsters - Nick Whitfield – Skeletons                                                                 |
| Melhor Filme Britânico The King's Speech - 127 Hours - Another Year - Four Lions - Made in Dagenham | Melhor Trilha Sonora Alexandre Desplat – The King's Speech - A. R. Rahman – 127 Hours - Danny Elfman – Alice in Wonderland - John Powell – How to Train Your Dragon - Hans Zimmer – Inception                                                                                  |
| Melhor Som Richard King, Lora Hirschberg, Gary Rizzo e Ed Novick – Inception - Glenn Freemantle, Ian Tapp, Richard Pryke, Steven C. Laneri e Douglas Cameron – 127 Hours - Ken Ishii, Craig Henighan e Dominick Tavella – Black Swan - John Midgley, Lee Walpole e Paul Hamblin – The King's Speech - Skip Lievsay, Craig Berkey, Greg Orloff, Peter Kurland e Douglas Axtell – True Grit | Melhor Direção de Arte Guy Hendrix Dyas, Larry Dias e Doug Mowat – Inception - Robert Stromberg e Karen O'Hara – Alice in Wonderland - Thérèse DePrez e Tora Peterson – Black Swan - Eve Stewart e Judy Farr – The King's Speech - Jess Gonchor e Nancy Haigh – True Grit      |
| Melhores Efeitos Visuais Chris Corbould, Paul Franklin, Andrew Lockley e Peter Bebb – Inception - Ken Ralston, David Schaub, Sean Phillips e Carey Villegas – Alice in Wonderland - Dan Schrecker – Black Swan - Tim Burke, John Richardson, Nicolas Aithadi e Christian Manz – Harry Potter and the Deathly Hallows – Part 1 - Guido Quaroni, Michael Fong e David Ryu – Toy Story 3     | Melhor Figurino Colleen Atwood – Alice in Wonderland - Amy Westcott – Black Swan - Jenny Beavan – The King's Speech - Louise Stjernsward – Made in Dagenham - Mary Zophres – True Grit                                                                                         |
| Melhor Maquiagem e Caracterização Valli O'Reilly e Paul Gooch – Alice in Wonderland - Judy Chin e Geordie Sheffer – Black Swan - Amanda Knight e Lisa Tomblin – Harry Potter and the Deathly Hallows – Part 1 - Frances Hannon – The King's Speech - Elizabeth Yianni-Georgiou – Made in Dagenham                                                                                         | Melhor Edição Angus Wall e Kirk Baxter – The Social Network - Jon Harris – 127 Hours - Andrew Weisblum – Black Swan - Lee Smith – Inception - Tariq Anwar – The King's Speech                                                                                                  |
| Melhor Filme Estrangeiro Män som hatar kvinnor ( Suécia) - Io sono l'amore ( Itália) - Biutiful ( México) - Des hommes et des dieux ( França) - El secreto de sus ojos ( Argentina) | Melhor Filme Animado Toy Story 3 - Despicable Me - How to Train Your Dragon |
| Melhor Curta-Metragem de Animação Michael Please – The Eagleman Stag - David Prosser – Matter Fisher - Matthias Hoegg – Thursday | Melhor Curta-Metragem Paul Wright e Poss Kondeatis – Until The River Runs Red - Samuel Abrahams e Beau Gordon – Connect - Piers Thompson e Simon Hessel – Lin - Michael Pearce e Ross McKenzie – Rite - Karni Arieli, Saul Freed, Alison Sterling e Kat Armour-Brown – Turning |
| Melhor Ator/Atriz em Ascensão Tom Hardy - Gemma Arterton - Andrew Garfield - Emma Stone - Aaron Taylor-Johnson | |